# Nederländerna och eurosamarbetet
Nederländerna har euron som valuta sedan den 1 januari 1999. Euron är Europeiska unionens officiella valuta, som används i många av Europeiska unionens medlemsstater och ett antal andra stater utanför unionen. De länder som använder euron kallas gemensamt för euroområdet. De lägre valörerna av euron utgörs av mynt, medan de högre valörerna utgörs av sedlar. Euromynten har en gemensam europeisk sida som visar värdet på myntet och en nationell sida som visar en symbol vald av den medlemsstat där myntet präglades. Varje medlemsstat har således en eller flera symboler som är unika för just det landet.
För bilder av den gemensamma sidan och en detaljerad beskrivning av mynten, se artikeln om euromynt.
De nederländska euromynten präglas av två olika designer, men båda visar tidigare drottning Beatrix av Nederländerna, de tolv EU-stjärnorna samt myntets präglingsår. Mynten är formgivna av Bruno Ninaber van Eyben. Precis som i Finland, används i princip inte 1- och 2-centmynten i Nederländerna.
Nederländernas gamla valuta, nederländsk gulden, kan växlas in hos landets centralbank fram till 1 januari 2032, men detta gäller enbart sedlar. Mynt kan inte längre växlas in.
Nederländerna har präglat en serie mynt och två versioner av 2-euro jubileumsmynt.